# Sihor
Sihor (en guyaratí: સિહોર ) es una ciudad de la India en el distrito de Bhavnagar, estado de Guyarat.

## Geografía
Se encuentra a una altitud de 68 m s. n. m. a 211 km de la capital estatal, Gandhinagar, en la zona horaria UTC +5:30.

## Demografía
Según estimación 2011 contaba con una población de 60 486 habitantes.